# Siergiej Wojejkow
Siergiej Pietrowicz Wojejkow ros. Сергей Петрович Воейков, (ur. 12 stycznia?/24 stycznia 1859, zm. po 1 grudnia?/14 grudnia 1916) – wojskowy i działacz państwowy Imperium Rosyjskiego, wicegubernator siedlecki.

## Życiorys
Siergiej Pietrowicz Wojejkow urodził się w 1859 roku, wywodził się z prawosławnej szlachty dziedzicznej guberni tulskiej. Jego ojcem był Piotr Wasiljewicz Wojejkow, marszałek szlachty powiatu borowiczskiego, zaś matką Jelizawieta Pawłowna Gorstkina.
Pobierał naukę w Nikołajewskiej Szkole Kawalerii od 31 sierpnia 1876 do 16 kwietnia 1878 roku. W tym czasie (25 marca 1877 roku) uzyskał rangę junkra podoficera, a wraz z dyplomem I kategorii również rangę korneta. Został też wtedy oficerem Lejb-Gwardyjskiego Pułku Ułanów. W trakcie służby – 8 kwietnia 1884 roku – awansowany na porucznika. Zdemobilizowany z własnej inicjatywy 25 sierpnia 1886 roku.
Od 30 marca 1885 roku honorowy sędzia pokoju powiatu odojewskiego, ponownie wybrany 30 listopada 1887 roku. Trzykrotnie wybierany marszałkiem szlachty tego powiatu: 18 grudnia 1888, 11 maja 1895 i 17 grudnia 1897 roku. Jego imieniem nazwano stypendium dla uczennic Odojewskiego Progimnazjum Żeńskiego, zatwierdzone przez Mikołaja II 11 lipca 1903 roku. Został też 22 grudnia 1901 roku honorowym członkiem przytułku we wsi Sidorowka. W tym czasie awansował dwukrotnie w tabeli rang, osiągając 17 grudnia 1897 roku radcę stanu (V ranga cywilna) i 6 grudnia 1901 roku rzeczywistego radcę stanu (IV ranga cywilna) za zasługi.
Mianowany wicegubernatorem siedleckim 8 czerwca 1902 roku, na wakat po Konstantinie Stiefanowiczu. W trakcie swojego czteroletniego pobytu w Siedlcach zasiadał w kilku lokalnych ciałach kolegialnych o prawosławnym charakterze, takich jak Parafialny Prawosławny Komitet Opiekuńczy, Prawosławne Bractwo św. Leontija czy Lokalne Rosyjskie Towarzystwo Czerwonego Krzyża. Opuścił stanowisko wicegubernatora 22 września 1906 roku z własnej inicjatywy, po czym przez co najmniej 10 lat pracował w Ministerstwie Spraw Wewnętrznych. Wakat na stanowisku wicegubernatora zajął Oriest Kobylecki.

## Odznaczenia
Konstantin Konstantinowicz był kawalerem następujących orderów:
- Order Świętego Stanisława:

1. II klasa – 25 czerwca 1890 roku[3].

- Order Świętej Anny:

1. II klasa – 6 grudnia 1895 roku[3].

- Order Świętego Włodzimierza:

1. IV klasa – 22 września 1898 roku,
2. III klasa – 6 grudnia 1904 roku[3].

Medale
- Srebrny Medal dla Upamiętnienia Panowania Aleksandra III(inne języki)  – 26 lutego 1896 roku[3],
- Medal pamiątkowy 300-lecia Domu Romanowych  – 21 lutego 1913 roku[3].

## Rodzina
Siergiej Pietrowicz Wojejkow był dwukrotnie żonaty. Małżeństwo z Agafią Iwanowną trwało w latach 1888–1891 i zakończyło się rozwodem. W 1893 roku poślubił rozwódkę Warwarę Nikołajwną Żdanową. Doczekał się synów: Nikołaja (urodzonego 23 września 1889 roku), Piotra (urodzonego 19 października 1890 roku), Siergieja (19 sierpnia 1892–14 listopada 1969), Wasilija (12 października 1895–1918/1919) i Dmitrija (1897–4 kwietnia 1955) .